# ريان رودس
ريان رودس (بالإنجليزية: Ryan Rhodes)‏ (20 نوفمبر 1976 بشفيلد في المملكة المتحدة - ) هو ملاكم بريطاني.

## إحصائيات
خاض خلال مسيرته 52 نزالا، فاز في 46 وخسر في 6. فاز بالضربة القاضية في 31 نزالا.

## روابط خارجية
- ريان رودس على موقع بوكس ريك (الإنجليزية) (registration required)